# Melibe leonina
Espèce
Melibe leonina est une espèce de nudibranche de la famille des tethydidés.